# ۱۳۶۱ (میلادی)
۱۳۶۱ (میلادی) هزار و سیصد و شصت و یکمین سال تقویم میلادی است.

## درگذشتگان
- ۱۵ ژوئن – یوهانس تاولر، نویسنده آلمانی